# 姚沙大桥
四会姚沙大桥，是中国广东省肇庆市四会市一座公路桥梁，横跨绥江连接四会市东城街道与四会市贞山街道姚沙围，是当地第四条跨西江桥梁，于2015年竣工并投入使用。

## 工程设计
工程起点位于四会市东城街道，与贵华路相接，沿线与沿江东路平面交叉，横跨绥江，终点位于贞山街道姚沙围，连接广强大道，里程范围为K0+400~K1+280，全长546m（不含引道），主桥长216m，引桥长330m，规划为城市Ⅱ级主干路，道路标准断面为双向六车道，采用双幅分离式，单幅宽18.25m，中间设1.0m镂空带，桥梁宽度为37.5 m。开工日期2011年12月31日。
道路按照城市二级主干路双向六车道建设，设计车速50km/h

## 意义
姚沙大桥项目作为打通四会城区绥江两岸交通瓶颈、缓解交通阻塞的一项重大民生工程，建成通车后将极大地改善四会市的交通状况，同时对四会市经济的发展也有长远的意义。